# Sarcocapnos
Sarcocapnos é um género botânico pertencente à família Fumariaceae.

## Espécies
- Sarcocapnos baetica Nyman
- Sarcocapnos crassifolia DC.
- Sarcocapnos enneaphylla DC.
- Sarcocapnos integrifolia (Boiss.) Cuatrec.
- Sarcocapnos pulcherrima C.Morales & Romero García
- Sarcocapnos saetabensis Mateo & R.Figuerola Lamata
- Sarcocapnos sanmigueli Sennen & Gonzalo
- Sarcocapnos saxatilis (Clem. ex Lange) Ceballos & Vicioso
- Sarcocapnos speciosa Boiss.

1. ↑  «Sarcocapnos — World Flora Online». www.worldfloraonline.org. Consultado em 19 de agosto de 2020